# Vodeane, Mahdalînivka
Vodeane (în ucraineană Водяне) este un sat în comuna Novopetrivka din raionul Mahdalînivka, regiunea Dnipropetrovsk, Ucraina.

## Demografie
Componența lingvistică a localității Vodeane
     Ucraineană (99,17%)
     Alte limbi (0,83%)
Conform recensământului din 2001, majoritatea populației localității Vodeane era vorbitoare de ucraineană (99,17%), existând în minoritate și vorbitori de alte limbi.